# Szent Tódor-fatemplom (Rény)
A rényi Szent Tódor-fatemplom műemlékké nyilvánított épület Romániában, Bihar megyében. A romániai műemlékek jegyzékében a  BH-II-m-A-01190 sorszámon szerepel.